# Turan-T İdman Klubu
El Turan-T İdman Klubu és un club de futbol azerbaidjanès de la ciutat de Tovuz.

## Història
Fundat per Vidadi Ahmadov el 23 de febrer de 1992 amb el nom Turan Tovuz, fou el primer club professional del país. Es proclamà campió de la primera divisió la temporada 1993-94. No obstant, a partir de 1997, el club partí problemes econòmics que el portaren a la part baixa de la taula. El 2013 adoptà el nom Turan-T.

## Palmarès
- Lliga azerbaidjanesa de futbol:
  - 1993-94

## Partits a Europa
A desembre de 2008.
| Temporada | Competició      | Ronda | País | Club       | Casa | Fora | Total |
| --------- | --------------- | ----- | ---- | ---------- | ---- | ---- | ----- |
| 1994/95   | Copa de la UEFA | 1     |      | Fenerbahce | 0-2  | 0-5  | 0-7   |